# Egor Šamov
Egor Valentinovič Šamov (in russo Егор Валентинович Шамов?; Mosca, 2 giugno 1994) è un calciatore russo, portiere dell'Enisej.

## Carriera
Ha giocato nella prima divisione russa.